# Jess (hajó)
A Jess egy román felségjelzésű folyami teherhajó, amely 2019. január 17-én a Dunán, a Helemba-sziget mellett, Esztergom közelében megfeneklett egy homokpadon.
A hajó Gönyűről Bajára tartott, rakomány nélkül, amikor váratlanul zátonyra futott. Egyes információk szerint elaludt a kapitány, míg mások szerint a legénység bójának nézhetett egy uszadékfát, emiatt letértek a kijelölt hajózási útvonalról. A teherhajó nem sérült meg, és veszélyes anyag sem szivárgott a Dunába, de a jármű mozdíthatatlanná vált. A tulajdonos nem kért segítséget a magyar hatóságoktól, a személyzetet hazaszállíttatta, de a szabályzat alapján egy matróznak a fedélzeten kellett maradnia, őrködni.
A hajó egyik matrózának elmondása szerint az eset napján egy másik teherhajó közeledett feléjük, de annak a kapitánya csak angolul, a Jess kapitánya pedig csak németül beszélt, így amikor arról egyeztettek, hogy melyikőjük térjen ki a másik útjából, nyelvi félreértés miatt a Jess rossz irányba fordult, és a zátonyra úszott.
A Jess partra futása után a vízszint majdnem egy métert apadt, a jármű továbbhaladása pedig csak akkor volt lehetséges, ha a víz legalább 2 métert emelkedik. A rendőrség a hajózási szabályzat megsértése miatt indított szabálysértési eljárást.
2019. március 4-5 között a hajót levontatták a zátonyról, és az folytathatta útját.